# التنصيب الأول لفلاديمير بوتين
كان أول تنصيب لفلاديمير بوتين رئيساً للاتحاد الروسي يوم الأحد 7 مايو 2000. وقد اقيم الاحتفال لأول مرة في قصر الكرملين الكبير واستمر ساعة بالضبط.
ورغم ان بوريس يلتسين كان في وقت الاحتفال رئيساً سابقاً (استقال في 31 ديسمبر 1999)، فقد دعي رسمياً كضيف، الا انه شارك في الاحتفال بصفته الرئيس المنتهية ولايته.

## خلفية
وقد استقال بوريس يلتسين من رئاسة روسيا في نهاية عام 1999. واصبح رئيس الوزراء فلاديمير بوتين رئيسا لروسيا بالانابة وفاز في الانتخابات باكثر من 50 في المائة من الاصوات. تولى منصبه بعد شهرين من الانتخابات.

## الاحتفال
وفى بداية الاحتفال وبعد المرور على قاعتي سان جورج والكسندر جلب جنود فوج الكرملين علم روسيا لقاعة أندرو وعلم الرئيس الروسي ونسخة خاصة من الدستور الروسي وعلامة رئيس روسيا.

## خطاب التنصيب
خطاب فلاديمير بوتين:
أيها المواطنون الروس الأعزاء، أصدقائي الأعزاء !
اليوم أناشدكم فقط من أجلكم لأنكم أئتمنتموني على أعلى منصب في البلاد أنا أفهم أنه تحمل مسؤولية كبيرة وأنا أعلم في رئيس الدولة الروسية كان دائما وسيظل الشخص المسؤول عن كل ما يحدث في البلاد. أول رئيس لروسيا، بوريس يلتسين، غادر الكرملين، الآن تذكر ذلك، نطق الكلمات التي يتذكرها الكثيرون. وكرر اليوم في هذه القاعة: «اعتنوا بروسيا». أنا أرى في ذلك الواجبات الرئاسية الرئيسية. ملء هذا سيتطلب وقتاً طويلاً وزملائهم في العمل والخدمة وأنا أتوقع أيضاً أن أجد في هذا الموقف الوطني عوناً للمواطنين الروس، كل من يعتز بمصير وطننا الأصلي. اليوم.
وأود أن أشكر مؤيديي وكل من صوتوا لصالحي في الانتخابات. لقد دعمت تلك الخطوات الأولى التي اتخذت بالفعل. ربما تصدقون أنه معاً يمكننا أن نغير حياتنا للأفضل أَنا ممتنُ جداً لكم لذلك. ولكنني أفهم أن دعمكم - هذا ليس إلا قوة متقدمة بشكل عام، وبالطبع، بالنسبة لي، يدخل اليوم في منصب رئيس البلد.
وأناشد الذين صوتوا لمرشحين آخرين. وأنا على اقتناع بأنكم صوتتم من أجل مستقبلنا المشترك، ومن أجل هدفنا المشترك المتمثل في حياة أفضل، ومن أجل روسيا قوية ومزدهرة. كل منا لديه خبرته الخاصة، وجهات نظره، ولكن علينا أن نكون معا، لدينا الكثير للقيام به معا.